# William Carr (canottiere)
William John Carr, detto Bill (Donegal, 17 giugno 1876 – Filadelfia, 25 marzo 1942), è stato un canottiere britannico naturalizzato statunitense.
Carr partecipò ai Giochi olimpici di Parigi 1900 con la squadra Vesper Boat Club di Filadelfia nella gara di otto, in cui conquistò la medaglia d'oro.

## Palmarès
| Anno | Manifestazione  | Sede   | Evento | Risultato |
| ---- | --------------- | ------ | ------ | --------- |
| 1900 | Giochi olimpici | Parigi | Otto   | Oro       |